# Klubi Sportiv Elbasani 2012-2013

## Rosa
| N. |                    | Ruolo | Calciatore        |
| -- | ------------------ | ----- | ----------------- |
| -  | Albania (bandiera) | P     | Irakli Toçi       |
| -  | Albania (bandiera) | P     | Shkëlzen Ruçi     |
| -  | Albania (bandiera) | D     | Mardian Kacollja  |
| -  | Albania (bandiera) | D     | Domeniko Ibrahimi |
| -  | Albania (bandiera) | D     | Aldo Bello        |
| 17 | Albania (bandiera) | C     | Dorian Bylykbashi |
| -  | Albania (bandiera) | C     | Egert Kuçi        |
| -  | Albania (bandiera) | C     | Endri Halilaj     |
| -  | Albania (bandiera) | C     | Mateos Toçi       |
| -  | Albania (bandiera) | C     | Ardit Hila        |
| -  | Albania (bandiera) | C     | Endri Dalipi      |

| N. |                    | Ruolo | Calciatore       |  |
| -- | ------------------ | ----- | ---------------- |  |
| -  | Albania (bandiera) | C     | Theodhor Krekasi |  |
| -  | Albania (bandiera) | C     | Ornald Tafani    |  |
| -  | Albania (bandiera) | C     | Ganjol Kaçuli    |  |
| -  | Albania (bandiera) | C     | Erjol Merxha     |  |
| -  | Albania (bandiera) | C     | Ervis Kapja      |  |
| -  | Albania (bandiera) | C     | Albert Kaçi      |  |
| -  | Albania (bandiera) | C     | Ilirjan Mërtiri  |  |
| -  | Nigeria (bandiera) | A     | Joseph Olatunji  |  |
| -  | Albania (bandiera) | A     | Elhan Galica     |  |
| -  | Albania (bandiera) | A     | Eder Peti        |  |
| -  | Albania (bandiera) | A     | Serxhio Piku     |  |